# راي إي. بورتر
راي إي. بورتر (بالإنجليزية: Ray E. Porter)‏ هو عسكري أمريكي، ولد في 29 يوليو 1891 في فورديس في الولايات المتحدة، وتوفي في 10 أغسطس 1963 في ليتل روك في الولايات المتحدة.